# Clarebergs gård
Clarebergs gård är en herrgård i stadsdelen Kärra i Göteborgs kommun.

## Historia
Gården Berg nämns i skrift första gången redan på 1400-talet. Gården skänktes år 1698 till landssekreteraren Johan von Seth. Efter honom innehades gården av Gabriel von Seth och såldes 1720 till Johan Andris Olbers och Clara Schröder. 1729 sålde dessa gården vidare till auditören Färgerplan. Omkring år 1733 övertog kommerserådet och direktören i Ostindiska kompaniet Magnus Lagerström gården. Gården fick under Lagerströms tid namnet Claraberg efter hans hustru Clara Olbers, dotter till Johan Andris Olbers. Senare kom gården att kallas Clareberg. Gården kom sedan att ha flera ägare fram till sekelskiftet 1900, då den köptes av byggmästare Burman, som lät genomföra en större ombyggnad av huvudbyggnaden. Delar av de gamla rumsinredningarna togs ner och flyttades till Göteborgs Historiska museum. Under åren 1918–1926 ägdes gården av ingenjören Gunnar Tellander och därefter av familjen Christiansen, som lät renovera huvudbyggnaden. År 1967 övertogs delar av gårdens mark av Göteborgs kommun för uppförande av ett stort bostadsområde.

## Beskrivning
Huvudbyggnaden består av ett mittparti och två sidopartier. Den uppfördes under 1700-talet, där delar av byggnaden kan vara äldre. Sidopartierna påbyggdes med en övervåning vid sekelskiftet 1900. Fasaden är klädd med locklistpanel.
Den stora ladugården, uppförd år 1914, har ett säteritak. Ladugården är numera stall för Clarebergs ridklubb. Till gården finns även ett par ekonomibyggnader, en förvaltarbostad i nationalromantisk stil, samt en stenkällare och ett mindre bostadshus.
Clarebergs gård ingår i kommunens bevaringsprogram sedan 1975 och i kommunens natur- och kulturvårdsprogram sedan 1979.